# Coelogyne venusta
Coelogyne venusta är en orkidéart som beskrevs av Robert Allen Rolfe.
Coelogyne venusta ingår i släktet Coelogyne och familjen orkidéer. Inga underarter finns listade i Catalogue of Life.

## Bildgalleri

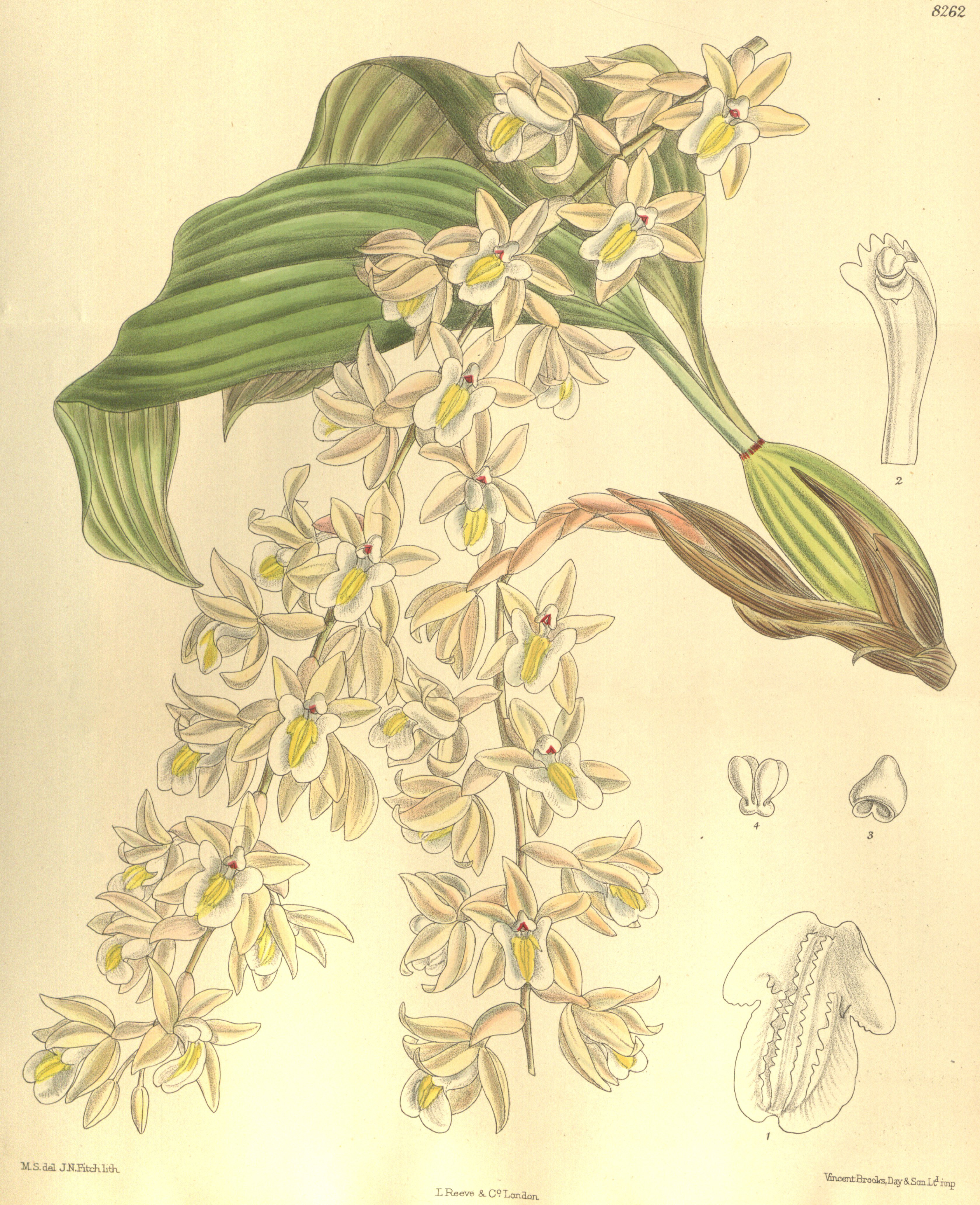